# Bridgewater House

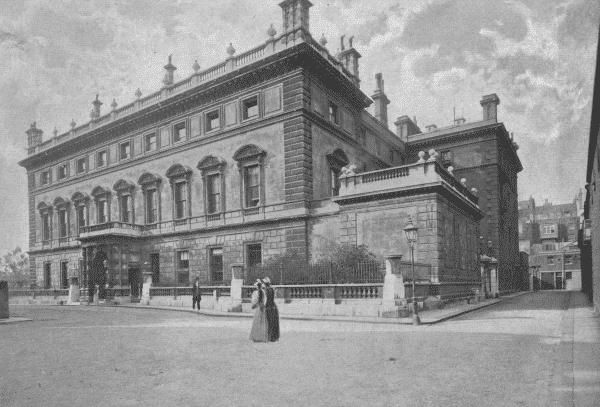
Bridgewater House, Westminster, im 19. Jahrhundert, Holzstich

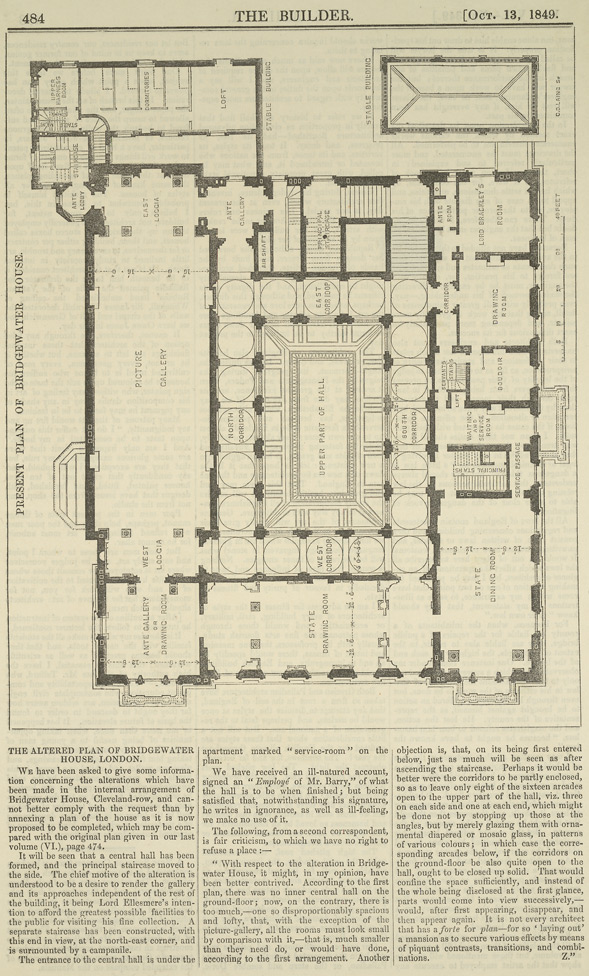
Plan des Hauses von 1854

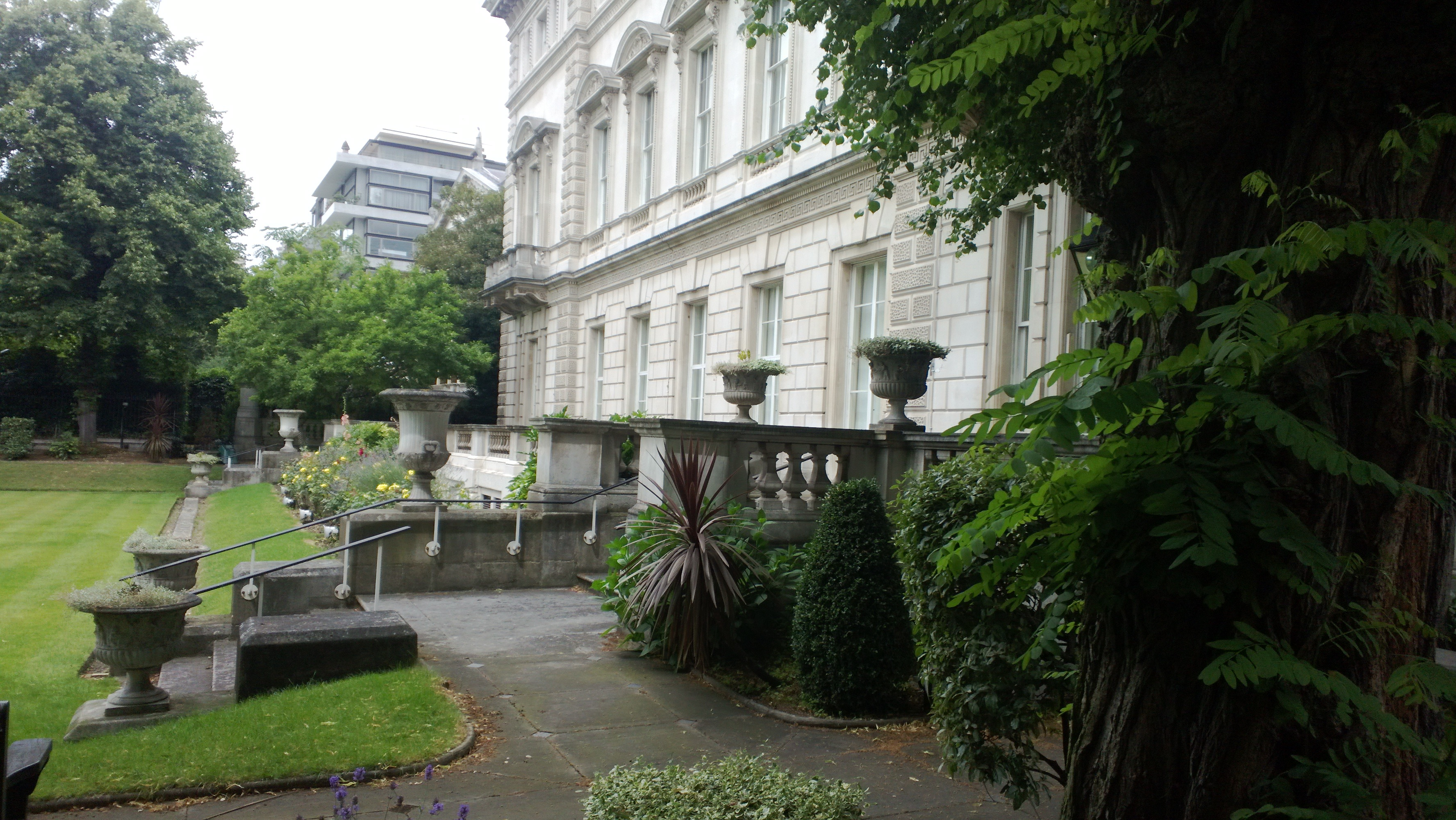
Terrasse des Hauses

Bridgewater House ist ein palastartiges Herrenhaus im Londoner Stadtteil St. James’s. Es befindet sich, den Green Park überblickend, auf dem, zwischen der Little Street, der Cleveland Row und der Little St James's Street, Nachbargrundstück des St. James’s Palace.
Die erste bekannte Haus auf dem Gelände war das Berkshire House, gebaut um 1626–27 für Thomas Howard, der zweite Sohn des Earl of Suffolk und Master of the Horse Königs Charles I. von England als dieser noch Fürst von Wales war. Nach dem Sieg der parlamentarischen Truppen im Englischen Bürgerkrieg wurde das Haus als portugiesische Botschaft verwendet. Nach der Wiederherstellung der Monarchie lebten in ihm Edward Hyde, 1. Earl of Clarendon. Anschließend wurde das Haus von der Geliebten Karl II. bewohnt. Barbara Villiers wurde im Jahre 1670 zur Herzogin von Cleveland erhoben, wodurch das Haus als Cleveland House bekannt wurde. Sie ließ das alte Haus erneuern, die Front umdekorieren und mit neuen Flügeln versehen. Einige Jahre gehörte das Haus einem Spekulanten, welcher es im Jahr 1700 an John Egerton, 3. Earl of Bridgewater verkaufte, welcher es durch Vererbung an seine Nachkommen hinterließ. Die Familie der Earls und zwischenzeitlichen Dukes of Bridgewater besaß das Anwesen bis 1948.

## Baugeschichte
Der grundlegende Umbau des alten Cleveland House in einen Neorenaissance Palast wurde bis 1803 durch den Architekten James Lewis (1750–1820) und besonders seit 1840 im Italianate-Stil von Sir Charles Barry durchgeführt und 1854 von Lord Ellesmere den späteren Earl of Ellmere für Francis Egerton, 3. Duke of Bridgewater umgestaltet. Es besteht aus dem typischen gelblichen Sandstein aus Bath, umfasst über einem Keller drei Stockwerke und wird von einem Schieferdach bedeckt. Eine neue Gallery wurde durch Charles Tatham (1772–1842) gestaltet um die große Bildersammlung aufzunehmen. Berühmt wurde das Haus als einer der beiden Standorte der berühmten Sammlung Orléans, der Stafford Galley (im Cleveland House) und der Bridgewater Galerie (in Bridgewater House), wo die Sammlungen von Gemälden des Herzogs von Bridgewater und seinem Neffe und Erbe George Granville Leveson-Gower, 1. Duke of Sutherland (dessen zweiter Sohn Ellesmere war) zumindest zeitweilig zur Besichtigung geöffnet war. Die Sammlung dieser etwa 70 Gemälde aus der Sammlung wurde im Jahre 1803 eröffnet und konnte jeden Mittwochnachmittag von Ausgesuchten bzw. von der Royal Academy empfohlenen Personen besucht werden.
Das Gebäude wurde im Zweiten Weltkrieg stark beschädigt und seiner Ausstattung beraubt. Der Wiederaufbau des Hauses zu Büros verdeckte die architektonischen Meisterleistungen. Diese wurden 1999 bei einer gründlichen Renovierung wiederentdeckt. Im Jahr 1981 kaufte der griechische Reeder Giannis Latsis Bridgewater House. Es ist heute im Besitz seiner Familie und nicht öffentlich zugänglich.